# Kasteel van Blâmont
Het Kasteel van Blâmont (Frans: Château de Blâmont) is een kasteel in de Franse gemeente Blâmont. Het kasteel is een beschermd historisch monument sinds 1994.
Het was de zetel van de graven van Blankenberg (Blâmont).

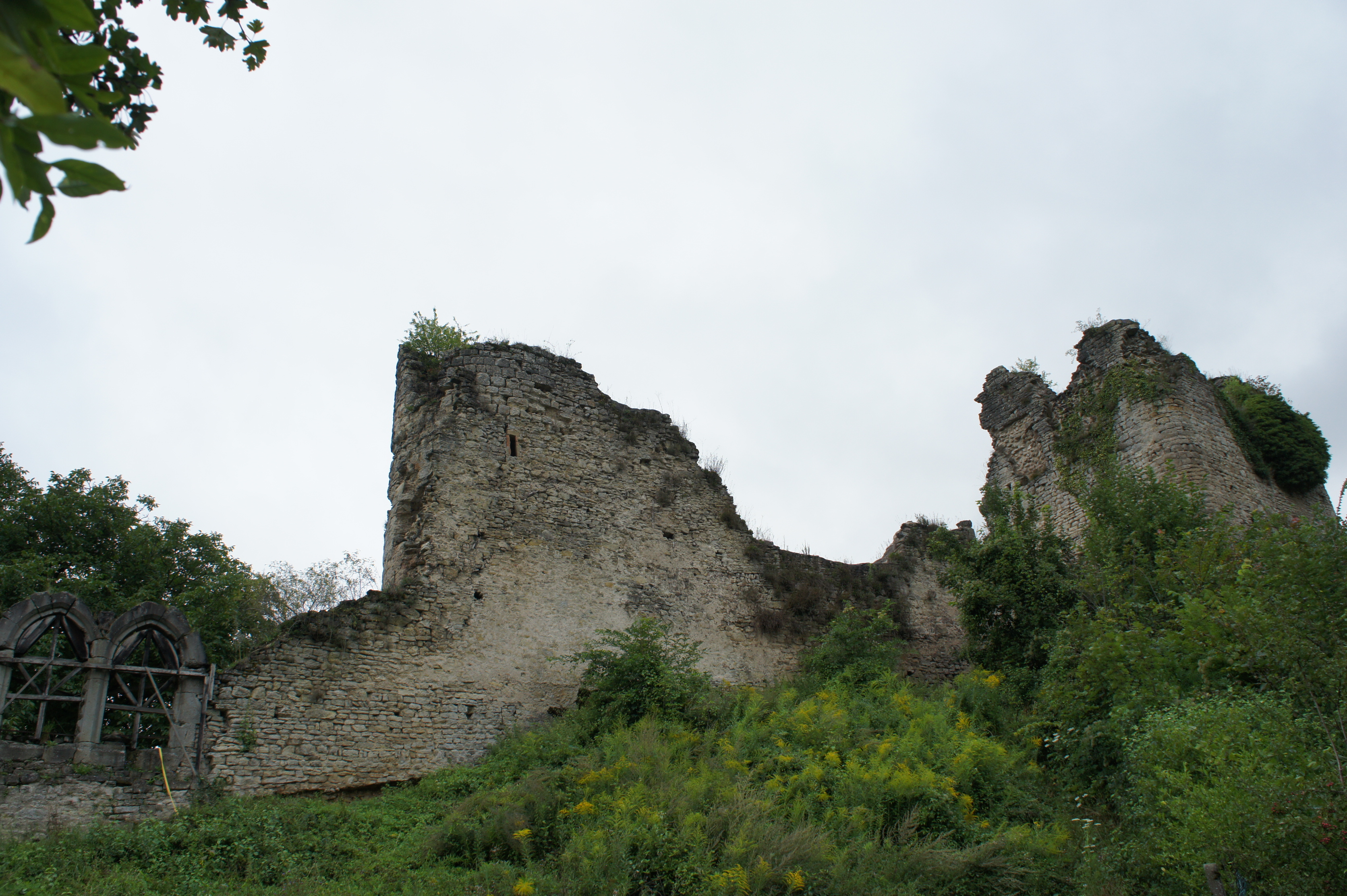
Ruïnes van het kasteel in 2014